# CA-832
La CA-832 es una carretera autonómica de Cantabria perteneciente a la Red Local y que sirve de acceso a la población de San Martín de Hoyos.

## Nomenclatura

Indicador

Su nombre está formado por las iniciales CA, que indica que es una carretera autonómica de Cantabria, y el dígito 832 es el número que recibe según el orden de nomenclaturas de las carreteras de la comunidad autónoma. La centena 8 indica que se encuentra situada en el sector comprendido entre la carretera nacional N-634 al norte, el límite provincial al oeste y sur, y la carretera nacional N-611 al este.

## Historia
Su denominación anterior era SV-2042. En el año 2018 se licitaron las obras de mejora de la plataforma.

## Trazado
Tiene su origen en la intersección con la CA-284 situada a 120 m al oeste del Alto del Bardal  y su final en el centro de San Martín de Hoyos, localidad situada en el término municipal de Valdeolea, municipio por el que discurre la totalidad de su recorrido de 1,4 kilómetros. El trazado finaliza en la plaza de la Iglesia de San Martín de Hoyos.
Su inicio se sitúa a una altitud de 1.092 m s. n. m. y el fin de la vía está situada a 1.071 m s. n. m.
La carretera tiene dos carriles, uno para cada sentido de circulación, y una anchura total de 4,5 metros sin arcenes.
El sendero SL-S 30 Ascensión al Endino transita en toda la longitud de la carretera, en sentido contrario al de la carretera.

## Actuaciones
El IV Plan de Carreteras contempla la ampliación de sección de la carretera a 5,0 metros sin arcenes. El posterior Plan de Gestión Integral de Infraestructuras de Cantabria 2014-2021 contempla la mejora de plataforma y refuerzo de firme de esta vía,

## Transportes
No hay líneas de transporte público que recorran la carretera CA-832.

## Recorrido y puntos de interés
En este apartado se aporta la información sobre cada una de las intersecciones de la CA-832 así como otras informaciones de interés.
| Esquema           | PK  | Sentido San Martín de Hoyos (creciente) | Sentido San Martín de Hoyos (creciente) | Sentido San Martín de Hoyos (creciente)                          | Sentido San Martín de Hoyos (creciente)                          | Sentido CA-284 (decreciente)                                     | Sentido CA-284 (decreciente)                                     | Sentido CA-284 (decreciente) | Sentido CA-284 (decreciente) | Incidencias |
| Esquema           | PK  | Velocidad                               | Elemento                                | Salida                                                           | Salida                                                           | Salida                                                           | Salida                                                           | Elemento                     | Velocidad                    | Incidencias |
| Esquema           | PK  | Velocidad                               | Elemento                                | Dir.                                                             | Nombre                                                           | Nombre                                                           | Dir.                                                             | Elemento                     | Velocidad                    | Incidencias |
| ----------------- | --- | --------------------------------------- | --------------------------------------- | ---------------------------------------------------------------- | ---------------------------------------------------------------- | ---------------------------------------------------------------- | ---------------------------------------------------------------- | ---------------------------- | ---------------------------- | ----------- |
|                   | 0,0 |                                         |                                         |                                                                  | CA-832 SAN MARTÍN DE HOYOS                                       | CA-284 MATAPORQUERA                                              |                                                                  |                              |                              | SL-S 30     |
| CA-284 MATAMOROSA | 0,0 |                                         |                                         |                                                                  | CA-832 SAN MARTÍN DE HOYOS                                       |                                                                  |                                                                  |                              |                              | SL-S 30     |
|                   | 1,2 |                                         |                                         | SAN MARTÍN DE HOYOS                                              | SAN MARTÍN DE HOYOS                                              | SAN MARTÍN DE HOYOS                                              | SAN MARTÍN DE HOYOS                                              |                              |                              | SL-S 30     |
|                   | 1,4 |                                         |                                         | Final de la carretera en el núcleo urbano de San Martín de Hoyos | Final de la carretera en el núcleo urbano de San Martín de Hoyos | Final de la carretera en el núcleo urbano de San Martín de Hoyos | Final de la carretera en el núcleo urbano de San Martín de Hoyos |                              |                              | SL-S 30     |
|                   | 1,4 | Iglesia de San Martín de Hoyos          |                                         |                                                                  |                                                                  |                                                                  |                                                                  |                              |                              | SL-S 30     |